# Armin Grün
Armin Grün (* 27. April 1944 in Bad Berneck) war von 1984 bis 2009 Professor für Photogrammetrie und Fernerkundung am Geodätischen Institut der ETH Zürich. Er trat diese Professur als Nachfolger von Hellmut Schmid an.
Neben der Lehrtätigkeit ist er Autor zahlreicher Fachartikel – u. a. über analytische Photogrammetrie – und (Mit)Veranstalter von geodätischen Weiterbildungskursen: Geodätische Woche (jährlich, meist in Deutschland), Optische 3D-Messmethoden für die Geotechnik (abwechselnd mit der TU Wien).

## Auszeichnungen
- 2014: Juri-Gagarin-Medaille von Roskosmos
- 2009: Dr. Boon Indrabarya Gold Medal Award, RESGAT, Thailand
- 2008: Ehrenmitglied von ISPRS
- 2008: ISPRS Brock Gold Medal
- 2007: Ehrenprofessor der Wuhan University, Wuhan, China
- 2005: E.H. Thompson Award der Remote Sensing and Photogrammetry Society, UK
- 2002: Ehrenmitglied der Japan Society of Photogrammetry and Remote Sensing, Tokyo, Japan
- 2002: Ehrenprofessor der Yunnan Normal University, Kunming, China
- 2000: ISPRS U.V. Helava Award (Bester Artikel 1996–1999 im ISPRS Journal of Photogrammetry and Remote Sensing)
- 1999: Miegunyah Distinguished Fellowship Award, University of Melbourne, Australia
- 1995: Ehrenprofessor der Wuhan Technical University of Surveying and Mapping, China
- 1995 und 1985: Talbert Abrams Award, American Society of Photogrammetry and Remote Sensing, Washington, D.C., USA (Honorable Mention 1989)
- 1994: Fairchild Award, American Society of Photogrammetry and Remote Sensing
- 1980: Otto von Gruber Gold Medal, 14th Congress of the International Society for Photogrammetry, Hamburg, Deutschland